# Voo Korean Air Cargo 8509
O voo Korean Air Cargo 8509 foi um Boeing 747-2B5F, registrado como HL7451 com destino ao Aeroporto de Milão-Malpensa, que caiu devido a um erro do piloto em 22 de dezembro de 1999, logo após decolar do Aeroporto de Londres Stansted. O avião caiu na Floresta de Hatfield, perto da cidade de Great Hallingbury [en], perto de algumas casas. Os quatro tripulantes morreram a bordo.

## Aeronave
O avião era um Boeing 747-2B5F cargueiro registrado como HL7451. Construído em 4 de abril de 1980, o avião tinha completado 15.451 voos, com um tempo total de voo de 83.011 horas antes de seu voo fatal em 22 de dezembro de 1999.

## Falha do sistema de navegação inercial e reparo
Após a partida do avião de sua escala no Aeroporto Internacional de Tashkent no segmento de voo anterior, uma das unidades do sistema de navegação inercial (INS) tinha falhado parcialmente, fornecendo dados errôneos ao indicador de atitude (ADI ou horizonte artificial) do capitão. O ADI do primeiro oficial e a cópia do ADI de backup eram corretas, um alarme comparativo chamou a atenção para a discrepância e a luz da indicação incorreta foi facilmente identificada. O seletor de entrada do ADI é alterado para o outro INS e retornou as indicações corretas.
No Aeroporto de Londres Stansted, os engenheiros que tentaram reparar o ADI não possuíam o Manual de isolamento correto de falhas ou a substituição do INS. Um deles identificou e reparou uma conexão danificada no ADI . Quando o ADI respondeu corretamente ao botão “Teste”, acreditava que ele tinha sido corrigido, embora esse botão verificasse apenas o ADI e não o INS. O seletor do ADI de entrada é deixado na posição normal.

## Tripulação do voo
A tripulação era composta pelo piloto Park Duk-kyu, de 57 anos (Hangul : 박득규, Hanja :朴得圭, RR: Bak Deuk-gyu, M-R: Pak Tŭkkyu),  pelo co-piloto Yoon Ki-sik, de 33 anos (Hangul: 윤기식, Hanja: 尹基植, RR: Yun Gi-sik, M-R: Yun Kishik), pelo engenheiro de voo Park Hoon-kyu, de 38 anos (Hangul: 박훈규, Hanja: 朴薰圭, RR: Bak Hun-gyu, M-R: Pak Hun'gyu) e pelo mecânico de manutenção Kim Il-suk, de 45 anos (Hangul: 김일석, Hanja: 金日奭, RR: Gim Il-seok, M-R: Kim Ilsŏk).

## Decolagem e queda
Estava escuro quando o avião decolou do Aeroporto de Londres Stansted, com o capitão do voo. Quando o capitão tentou virar o avião para a esquerda, o ADI não mostrou o ângulo do banco e o alarme comparativo tocou repetidamente. O primeiro oficial, cujo instrumento teria mostrado o ângulo real do banco, não disse nada, embora o engenheiro de voo gritasse “banco”. O capitão não respondeu e continuou bancando cada vez mais à esquerda. Às 18:38, 55 segundos após a decolagem, o voo 8509 caiu no chão a uma velocidade entre 250 e 300 nós, em uma inclinação de 40° para baixo e 90° para a esquerda.

## Filmografia
Um episódio de Mayday exibido em março de 2012 (Temporada 11 Episódio 7) intitulado “Bad Attitude” investigou esse acidente.